# 別濟緬涅 (斯尼胡里夫卡區)
47°6′1″N 33°6′59″E / 47.10028°N 33.11639°E
別濟緬涅（烏克蘭語：Безіменне），是烏克蘭南部的村莊，隸屬尼古拉耶夫州的巴什坦卡區。該村面積0.05平方公里，海拔高度6米，2001年人口179，人口密度每平方公里3,580人。